# دارين بويد
دارين بويد (بالإنجليزية: Darren Boyd)‏ هو ممثل بريطاني، ولد في 30 يناير 1971 في المملكة المتحدة.

## أعمال

### أفلام
- (2013) نهاية العالم[5]

### مسلسلات
- توماس والأصدقاء

## وصلات خارجية
- دارين بويد على موقع IMDb (الإنجليزية)
- دارين بويد على موقع ميوزك برينز (الإنجليزية)
- دارين بويد على موقع قاعدة بيانات الفيلم (الإنجليزية)